# Campionato europeo di pallanuoto 2016 (femminile)
Il campionato europeo di pallanuoto 2016 è stata la 16ª edizione del torneo; si è giocata a Belgrado nella Kombank Arena dal 10 al 22 gennaio 2016.
Il titolo è stato vinto per la terza volta nella propria storia dall'Ungheria, capace di sconfiggere i Paesi Bassi in finale.

## Formula
Al torneo partecipano 12 squadre, 4 in più dell'edizione precedente. Le 12 nazionali sono state divise in due gironi da sei, terminati i quali le prime quattro classificate sono state ammesse ai quarti. Sono stati disputati anche gli incontri necessari a stilare la classifica finale, determinanti per la qualificazione diretta al campionato successivo.

## Squadre partecipanti
Sono state ammesse di diritto alla fase finale le seguenti nazionali:
- Serbia, paese ospitante
- Spagna, Campione europeo in carica
- Paesi Bassi, 2ª classificata all'Europeo 2014
- Ungheria, 3ª classificata all'Europeo 2014
- Italia, 4ª classificata all'Europeo 2014
- Russia, 5ª classificata all'Europeo 2014

Gli altri sei posti disponibili sono stati assegnati tramite le qualificazioni.

- Croazia
- Francia
- Germania
- Grecia
- Portogallo
- Turchia

## Sorteggio
Il sorteggio dei gruppi si è tenuto il 4 ottobre 2015.

## Gruppi
| Gruppo A                                              | Gruppo B                                      |
| ----------------------------------------------------- | --------------------------------------------- |
| Paesi Bassi Ungheria Russia Grecia Portogallo Turchia | Spagna Serbia Italia Germania Francia Croazia |

### Gruppo A
| Pos. | Squadra     | Pt | G | V | N | P | GF | GS  | DR   |
| ---- | ----------- | -- | - | - | - | - | -- | --- | ---- |
| 1.   | Paesi Bassi | 15 | 5 | 5 | 0 | 0 | 92 | 29  | +63  |
| 2.   | Ungheria    | 12 | 5 | 4 | 0 | 1 | 82 | 31  | +51  |
| 3.   | Russia      | 9  | 5 | 3 | 0 | 2 | 83 | 36  | +47  |
| 4.   | Grecia      | 6  | 5 | 2 | 0 | 3 | 77 | 42  | +35  |
| 5.   | Portogallo  | 3  | 5 | 1 | 0 | 4 | 21 | 111 | -90  |
| 6.   | Turchia     | 0  | 5 | 0 | 0 | 5 | 14 | 120 | -106 |

| Data     | Ora   | Gara        | Gara    | Gara        |
| -------- | ----- | ----------- | ------- | ----------- |
| 10-01-16 | 11:00 | Portogallo  | 3 - 27  | Grecia      |
| 10-01-16 | 12:30 | Russia      | 29 - 0  | Turchia     |
| 10-01-16 | 15:15 | Paesi Bassi | 14 - 10 | Ungheria    |
| 12-01-16 | 11:00 | Portogallo  | 5 - 21  | Russia      |
| 12-01-16 | 12:30 | Turchia     | 0 - 25  | Paesi Bassi |
| 12-01-16 | 15:45 | Grecia      | 6 - 9   | Ungheria    |
| 14-01-16 | 11:00 | Paesi Bassi | 28 - 2  | Portogallo  |
| 14-01-16 | 12:30 | Ungheria    | 27 - 1  | Turchia     |
| 14-01-16 | 15:45 | Russia      | 16 - 6  | Grecia      |
| 16-01-16 | 11:00 | Portogallo  | 0 - 25  | Ungheria    |
| 16-01-16 | 12:30 | Grecia      | 28 - 3  | Turchia     |
| 16-01-16 | 15:45 | Russia      | 7 - 14  | Paesi Bassi |
| 18-01-16 | 12:30 | Portogallo  | 11 - 10 | Turchia     |
| 18-01-16 | 15:45 | Paesi Bassi | 11 - 10 | Grecia      |
| 18-01-16 | 17:15 | Ungheria    | 11 - 10 | Russia      |

### Gruppo B
| Pos. | Squadra  | Pt | G | V | N | P | GF  | GS  | DR  |
| ---- | -------- | -- | - | - | - | - | --- | --- | --- |
| 1.   | Italia   | 15 | 5 | 5 | 0 | 0 | 91  | 19  | +72 |
| 2.   | Spagna   | 12 | 5 | 4 | 0 | 1 | 105 | 23  | +82 |
| 3.   | Francia  | 9  | 5 | 3 | 0 | 2 | 38  | 43  | -5  |
| 4.   | Germania | 6  | 5 | 2 | 0 | 3 | 43  | 82  | -39 |
| 5.   | Serbia   | 3  | 5 | 1 | 0 | 4 | 36  | 65  | -29 |
| 6.   | Croazia  | 0  | 5 | 0 | 0 | 5 | 21  | 102 | -81 |

| Data     | Oracr | Gara     | Gara    | Gara     |
| -------- | ----- | -------- | ------- | -------- |
| 11-01-16 | 11:00 | Croazia  | 3 - 29  | Spagna   |
| 11-01-16 | 12:30 | Italia   | 10 - 3  | Francia  |
| 11-01-16 | 17:15 | Serbia   | 13 - 14 | Germania |
| 13-01-16 | 11:00 | Spagna   | 21 - 2  | Francia  |
| 13-01-16 | 12:30 | Germania | 3 - 22  | Italia   |
| 13-01-16 | 17:15 | Croazia  | 4 - 8   | Serbia   |
| 15-01-16 | 11:00 | Italia   | 31 - 2  | Croazia  |
| 15-01-16 | 12:30 | Francia  | 12 - 3  | Germania |
| 15-01-16 | 15:45 | Serbia   | 6 - 21  | Spagna   |
| 17-01-16 | 11:00 | Croazia  | 3 - 14  | Francia  |
| 17-01-16 | 12:30 | Spagna   | 26 - 3  | Germania |
| 17-01-16 | 15:45 | Serbia   | 3 - 19  | Italia   |
| 19-01-16 | 12:30 | Croazia  | 9 - 20  | Germania |
| 19-01-16 | 15:45 | Italia   | 9 - 8   | Spagna   |
| 19-01-16 | 17:15 | Francia  | 7 - 6   | Serbia   |

## Fase finale

### Tabellone principale
|  | Quarti di finale        | Quarti di finale        |                         |        | Semifinali                | Semifinali                |  |  | Finale                  | Finale |
|  |                         |                         |                         |        |                           |                           |  |  |                         |        |
|  | 20 gennaio 2016 - 13:30 |                         |                         |        |                           |                           |  |  |                         |        |
|  |                         |                         |                         |        |                           |                           |  |  |                         |        |
|  | A1 Paesi Bassi          | 19                      |                         |        |                           |                           |  |  |                         |        |
|  | A1 Paesi Bassi          | 19                      | 21 gennaio 2016 - 15:45 |        |                           |                           |  |  |                         |        |
|  | B4 Germania             | 2                       |                         |        |                           |                           |  |  |                         |        |
|  | B4 Germania             | 2                       | Paesi Bassi (rig.)      | 15     |                           |                           |  |  |                         |        |
|  | 20 gennaio 2016 - 17:15 |                         | Paesi Bassi (rig.)      | 15     |                           |                           |  |  |                         |        |
|  |                         | Spagna                  | 14                      |        |                           |                           |  |  |                         |        |
|  | A3 Russia               | Spagna                  | 14                      | 8      |                           |                           |  |  |                         |        |
|  | A3 Russia               |                         | 22 gennaio 2016 - 20:15 | 8      |                           |                           |  |  |                         |        |
|  | B2 Spagna               | 12                      |                         |        |                           |                           |  |  |                         |        |
|  | B2 Spagna               | 12                      | Paesi Bassi             | 7      |                           |                           |  |  |                         |        |
|  | 20 gennaio 2016 - 15:45 |                         | Paesi Bassi             | 7      |                           |                           |  |  |                         |        |
|  |                         | Ungheria                | 9                       |        |                           |                           |  |  |                         |        |
|  | A2 Ungheria             | Ungheria                | 9                       | 18     |                           |                           |  |  |                         |        |
|  | A2 Ungheria             | 21 gennaio 2016 - 17:15 |                         | 18     |                           |                           |  |  |                         |        |
|  | B3 Francia              | 6                       |                         |        |                           |                           |  |  |                         |        |
|  | B3 Francia              | 6                       | Ungheria                | 10     | Finale per il terzo posto | Finale per il terzo posto |  |  |                         |        |
|  | 20 gennaio 2016 - 12:00 |                         | Ungheria                | 10     | Finale per il terzo posto | Finale per il terzo posto |  |  |                         |        |
|  |                         | Italia                  | 5                       |        |                           |                           |  |  |                         |        |
|  | A4 Grecia               | Italia                  | 5                       | 4      | Spagna                    | 9                         |  |  |                         |        |
|  | A4 Grecia               |                         |                         | 4      | Spagna                    | 9                         |  |  |                         |        |
|  | B1 Italia               | 10                      |                         | Italia | 10                        |                           |  |  |                         |        |
|  | B1 Italia               | 10                      |                         |        | 10                        |                           |  |  |                         |        |
|  |                         |                         |                         |        |                           |                           |  |  | 22 gennaio 2016 - 18:45 |        |
|  |                         |                         |                         |        |                           |                           |  |  |                         |        |

### Tabellone 5º-8º posto
|  | 5º-8º posto | 5º-8º posto | 5º-8º posto   |               |        | Finale per il 5º posto | Finale per il 5º posto | Finale per il 5º posto |  |
|  |             |             |               |               |        |                        |                        |                        |  |
|  | Germania    | Germania    | 2             |               |        |                        |                        |                        |  |
|  | Germania    | Germania    | 2             |               |        |                        |                        |                        |  |
|  | Russia      | Russia      | 22            |               |        |                        |                        |                        |  |
|  | Russia      | Russia      | 22            |               | Russia | Russia                 | 12                     |                        |  |
|  |             |             |               |               | Russia | Russia                 | 12                     |                        |  |
|  |             |             | Grecia (rig.) | Grecia (rig.) | 13     |                        |                        |                        |  |
|  | Francia     | Francia     | Grecia (rig.) | Grecia (rig.) | 13     | 6                      |                        |                        |  |
|  | Francia     | Francia     |               |               |        | 6                      |                        |                        |  |
|  | Grecia      | Grecia      | 12            |               |        | Finale per il 7º posto | Finale per il 7º posto | Finale per il 7º posto |  |
|  | Grecia      | Grecia      | 12            |               |        |                        |                        |                        |  |
|  |             |             |               |               |        |                        |                        |                        |  |
|  |             |             |               |               |        | Germania               | Germania               | 9                      |  |
|  |             |             |               |               |        | Germania               | Germania               | 9                      |  |
|  |             |             |               |               |        | Francia                | Francia                | 13                     |  |

### Tabellone 9º-12º posto
|  | Finale per il 9º posto |            |    |  |
|  |                        |            |    |  |
|  | Portogallo             | Portogallo | 6  |  |
|  | Serbia                 | Serbia     | 9  |  |
|  |                        |            |    |  |
|  | Finale per l'11º posto |            |    |  |
|  |                        |            |    |  |
|  | Turchia                | Turchia    | 4  |  |
|  | Croazia                | Croazia    | 12 |  |

## Classifica finale
| Pos. | Squadra     | Qualificazione              |
| ---- | ----------- | --------------------------- |
|      | Ungheria    | Giochi della XXXI Olimpiade |
|      | Paesi Bassi | Preolimpico mondiale        |
|      | Italia      | Preolimpico mondiale        |
| 4    | Spagna      | Preolimpico mondiale        |
| 5    | Grecia      | Preolimpico mondiale        |
| 6    | Russia      | Preolimpico mondiale        |
| 7    | Francia     | Preolimpico mondiale        |
| 8    | Germania    | Preolimpico mondiale        |
| 9    | Serbia      |                             |
| 10   | Portogallo  |                             |
| 11   | Croazia     |                             |
| 12   | Turchia     |                             |

## Classifica marcatrici
|  | Gol | Marcatore            | Squadra     |
|  | --- | -------------------- | ----------- |
|  | 23  | Rita Keszthelyi      | Ungheria    |
|  | 21  | Roberta Bianconi     | Italia      |
|  | 20  | Ekaterina Lisunova   | Russia      |
|  | 20  | Yasemin Smit         | Paesi Bassi |
|  | 19  | Anastasija Simanovič | Russia      |
|  | 19  | Barbara Bujka        | Ungheria    |
|  | 19  | Alexandra Asimaki    | Grecia      |
|  | 18  | Hanna Kisteleki      | Ungheria    |
|  | 18  | Vivian Sevenich      | Paesi Bassi |
|  | 18  | Roser Tarragó        | Spagna      |
|  | 18  | Claudia Blomenkamp   | Germania    |